# Троски

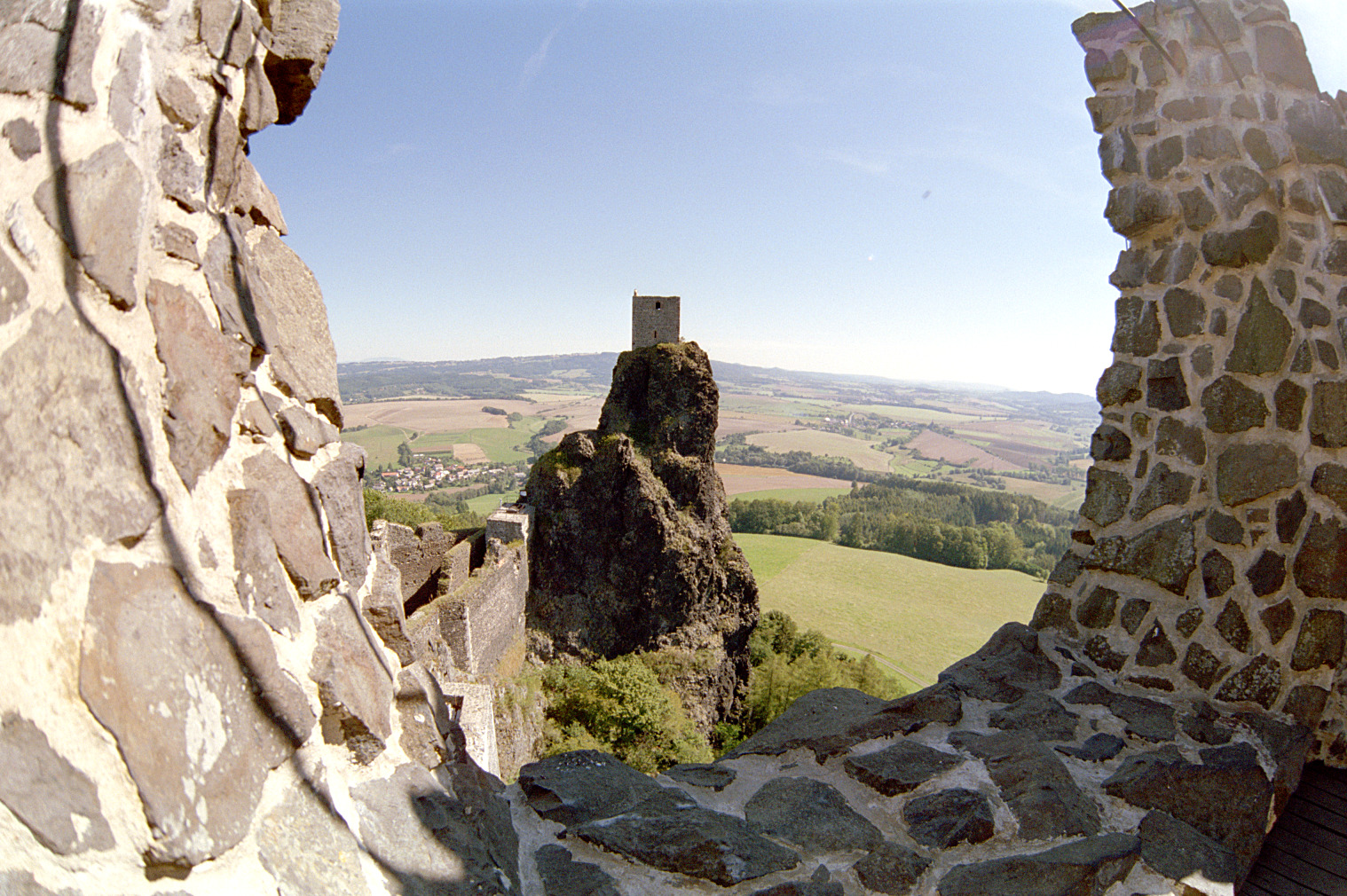
Вид с нижней к верхней башне

Троски (чеш. Trosky) — крепость, находится около города Ровенско-под-Тросками в северной Чехии, между Турновом и Йичином. Силуэт крепости является символом заповедника Чешский рай.

## История
Построенная между двумя базальтовыми шлаковыми конусами, крепость в 1396 году впервые упомянута как владение высочайшего бургграфа Чешского королевства Ченека из Вартемберка. Предполагают, что она возникла значительно раньше. После смерти Ченека в 1399 году она перешла к чешскому королю Вацлаву IV. Тот продал крепость и владение Оте III из Бергова.
Его сын Ота IV был убеждённым католиком. В 1424 году он противостоял осаде гуситов. В 1428 году пожар разрушил всю крепость, кроме Девичьей башни.
В 1648 году в ходе Тридцатилетней войны (1618—1648) шведы также приложили руку к уничтожению Троски. Разрушив всё, что только было возможно, они покинули крепость. Следует полагать, что именно после этого события крепость получила своё название. Ведь в переводе с чешского «Троски» – не что иное, как развалины, руины.
Несколько веков замок пребывал в запустении. О нём вспомнили лишь в XIX веке, в эпоху романтизма. В этот период Троски служит источником вдохновения для поэтов и художников. В середине XIX столетия хозяин замка Алоис планировал строительство винтовой лестницы в верхней части Девичьей башни, чтобы можно было любоваться окрестностями и, в случае войны, заранее видеть противника. Однако в 1843 году Алоис умер, и проект его так и остался незаконченным.
В наши дни замок находится в ведении Института наследия.